# مانويل أندريس
مانويل أندريس (بالإسبانية: Manuel Andrés)‏ هو كاتب إسباني، ولد في 17 مارس 1930 في بلنسية في إسبانيا، وتوفي بنفس المكان في 1 سبتمبر 2013 بسبب فشل تنفسي.

## وصلات خارجية
- مانويل أندريس على موقع IMDb (الإنجليزية)
- مانويل أندريس على موقع قاعدة بيانات الفيلم (الإنجليزية)